# Upper St. Clair Township
Upper St. Clair Township ist ein Township mit Selbstverwaltungsrecht (Home Rule Municipality) im Allegheny County im US-Bundesstaat Pennsylvania. Das U.S. Census Bureau hat bei der Volkszählung 2020 eine Einwohnerzahl von 21.160 auf einer Fläche von 25,5 km² ermittelt. Sie ist Teil der Metropolregion Pittsburgh. Upper St. Clair ist bekannt dafür, ein wohlhabender Vorort mit einem landesweit anerkannten Schulbezirk zu sein.

## Geschichte
St. Clair war eines der ursprünglichen Townships von Allegheny County, Pennsylvania, bei der Gründung des Countys im Jahr 1788. Im Jahr 1836 wurde das St. Clair Township in zwei separate Townships aufgeteilt, Upper St. Clair und Lower St. Clair. Die Bewohner von Upper St. Clair bildeten ihr Township, um einen besseren Regierungsservice zu gewährleisten, der durch die Trennung vom dichter besiedelten nördlichen Teil des Townships erreicht werden konnte. Upper St. Clair Township wurde im Laufe des 19. und 20. Jahrhunderts weiter unterteilt, als mehrere Teile des ursprünglichen Townships abgetrennt wurden, um neue Townships und Boroughs zu bilden. Im Jahr 1973 verabschiedete Upper St. Clair Township eine Home Rule Charter, die am 5. Januar 1976 in Kraft trat und womit Upper St. Clair nicht mehr dem Pennsylvania Township Code untersteht.

## Demografie
Nach einer Schätzung von 2019 leben in Upper St. Clair 19.744 Menschen. Die Bevölkerung teilt sich im selben Jahr auf in 89,6 % Weiße, 0,6 % Afroamerikaner, 0,1 % amerikanische Ureinwohner, 7,8 % Asiaten und 1,5 % mit zwei oder mehr Ethnizitäten. Hispanics oder Latinos aller Ethnien machten 1,5 % der Bevölkerung aus. Das mittlere Haushaltseinkommen lag bei 128.482 US-Dollar und die Armutsquote bei 1,9 %.